# Xanthomyrtus diplycosiifolia
Xanthomyrtus diplycosiifolia là một loài thực vật có hoa trong Họ Đào kim nương. Loài này được (C.B.Rob.) Merr. miêu tả khoa học đầu tiên năm 1926.